# Star Wars: Galaxies
Star Wars: Galaxies, noto anche con l'acronimo SWG, è un MMORPG ambientato nell'universo di Guerre stellari, sviluppato da LucasArts in collaborazione con Sony Online Entertainment e distribuito nel giugno del 2003.
Nel corso del 2004 e del 2005 uscirono tre espansioni: Jump to Lightspeed, Rage of the Wookiees e Trials of Obi-Wan. In seguito a quest'ultima espansione e a una serie di modifiche radicali delle meccaniche videoludiche, che divennero note come "Combat Upgrade" (CU), si generò un ampio malcontento tra i giocatori di vecchia data. Nonostante questi cambiamenti al sistema di gioco, e le polemiche conseguite, Star Wars Galaxies rimase comunque attivo per altri sei anni e i server dedicati vennero chiusi definitivamente solo il 15 dicembre 2011.

## Modalità di gioco

### Ambientazione
Gli avvenimenti trattati nel videogioco si collocavano cronologicamente tra la distruzione della Morte Nera nel primo film, Guerre stellari, e le vicende del secondo film, L'Impero colpisce ancora.
Lo spazio di gioco è formato da diversi pianeti, tratti sia dai film, sia dall'Universo espanso. All'uscita del gioco i pianeti visitabili erano dieci: Corellia, Dantooine, Dathomir, la Luna boscosa di Endor, Lok, Naboo, Rori (una delle tre lune del pianeta Naboo), Talus, Tatooine e Yavin IV. Con la prima espansione, Jump to Lightspeed, alle superfici dei pianeti esplorabili si aggiunsero anche le zone aerospaziali corrispondenti (Space Sector). I giocatori, controllando delle astronavi, potevano navigare nello spazio dei dieci pianeti di base e in due nuovi settori: Kessel e lo spazio profondo (Deep Space). In seguito all'uscita di Rage of the Wookiees fu aggiunto Kashyyyk, il pianeta d'origine degli Wookiee e, con la terza espansione Trials of Obi-Wan, fu aggiunto anche il pianeta Mustafar. Successivi aggiornamenti del gioco, inclusero anche la zona aerospaziale di Ord Mantell e il pianeta Hoth, ma quest'ultimo era visitabile solo all'interno di un'instance. Prima della chiusura del gioco, quindi, la mappa comprendeva:
| Settore aerospaziale         | Pianeti               |
| ---------------------------- | --------------------- |
| Corellian system             | Corellia              |
| Corellian system             | Talus                 |
| Dantooine system             | Dantooine             |
| Dathomir system              | Dathomir              |
| Deep Space (spazio profondo) |                       |
| Endor system                 | Luna boscosa di Endor |
| Karthakk system              | Lok                   |
| Kashyyyk system              | Kashyyyk              |
| Kessel system                |                       |
| Naboo system                 | Naboo                 |
| Naboo system                 | Rori                  |
| Ord Mantell Space            |                       |
| Tatoo system                 | Tatooine              |
| Yavin system                 | Yavin IV              |
|                              | Mustafar              |
|                              | Hoth (instance)       |

Ognuno dei 10 pianeti originali era rappresentato da uno spazio di gioco di circa 225 chilometri quadrati (mappe da 15 km x 15), mentre i due pianeti aggiunti con le espansioni, Kashyyyk e Mustafar, erano più piccoli e avevano differenti caratteristiche (ad esempio terreni non attraversabili o montagne e colline non scalabili). Oltre ai 12 pianeti, vi sono 12 zone spaziali, ognuna delle quali vasta 3.400 chilometri cubici (cubi con un lato da 15 km) di spazio completamente navigabile; nove di queste zone sono associate con uno o più pianeti esplorabili: Tatoo (Tatooine), Naboo (Naboo e Rori), Corellia (Corellia e Talus), Dantooine, Karthakk (Lok), Yavin, Endor, Dathomir e Kashyyyk (Mustafar non ha una zona spaziale associata).
Tra i personaggi e i punti di ineteresse che il videogiocatore può incontrare nel mondo di gioco figurano R2-D2, C-3PO, il loro guscio di salvataggio su Tatooine, il Palazzo Reale di Naboo Royal, le basi ribelli abbandonate su Dantooine e Yavin 4, il famoso pirata Nym nella sua roccaforte di Lok, gli Ewok, i Rancor, Boba Fett, Bib Fortuna, Watto, Boss Nass, la "reincarnazione" del Generale Grievous nota come NK-Necrosis (un droide da combattimento altamente avanzato creato con le parti meccaniche rimaste del malvagio cyborg Grievous), Taga Olak, Jefa Bowa e il fantasma di Obi-Wan Kenobi.

### Personaggi
Il giocatore ha la possibilità di scegliere il sesso, la razza, la classe di partenza e la professione del personaggio. Le razze previste inizialmente erano otto: umani, mon calamari, bothan, rodian, trandoshan, twi'lek, wookiee e zabrak. Con l'uscita dell'espansione Jump to Lightspeed ne furono aggiunte altre due: sullustan e ithorian.
In origine, nel gioco esistevano sei tipi di professione di base (Artisan, Brawler, Entertainer, Marksman, Medic e Scout) e ventisette professioni tra Elite (sbloccabili completando una professione di combattimento di base) e Hybrid che richiedevano competenze in due differenti professioni).

## Distribuzione
Star Wars: Galaxies è stato pubblicato in Nord America il 26 giugno 2003 e in Europa il 7 novembre 2003.

### Espansioni
Jump to Lightspeed è la prima espansione, pubblicata in Nord America il 26 ottobre 2004 e in Europa il 12 novembre 2004. Quest'estensione aggiunge elementi legati allo spazio a quelli già presenti, assieme all'opzione di creare personaggi delle specie sullustan e ithorian. I personaggi sono in grado di scegliere se intraprendere una delle tre professioni di pilota, ognuna basata sulla guerra galattica, imperiale o indipendente. Quest'ultima è separata dalle altre che si basano sul gioco sul terreno, ma è possibile guadagnare punti esperienza nello spazio per avere la possibilità di ottenere anche un lavoro nel campo terrestre. Il combattimento spaziale nelle galassie è simile a quello che avviene a terra. I giocatori devono mirare ai loro bersagli, spesso seguendoli, e premere il pulsante del mouse oppure del joystick per fare fuoco. Il successo è dipendente dall'abilità del concorrente, ma non come avveniva nei precedenti simulatori di guida della serie.
Una seconda espansione, Rage of the Wookiees, è stata pubblicata il 5 maggio 2005. Essa introduce poche novità rispetto alla precedente, in particolare il pianeta Kashyyyk e la possibilità di visitarlo e di combatterbi battaglie.
Trials of Obi-Wan è la terza espansione, pubblicata il 25 ottobre 2005. Con questa espansione al gioco è stato aggiunto il pianeta Mustafar e il fantasma di Obi-Wan Kenobi, il quale assegna diverse missioni al giocatore.